# Monopuls-Antenne

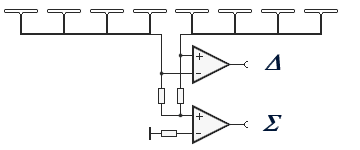
Prinzipschaltbild einer Monopulsantenne: Alle Strahler der Antenne sind in hier zwei Gruppen eingeteilt, deren Zuleitungen einmal phasengleich und einmal gegenphasig zusammengefasst sind. Diese Monopulsantenne hat also zwei Zuleitungen: den Summen- und den Differenzkanal.

Unter dem Begriff Monopuls-Antenne werden in der Antennentechnik Bauformen zusammengefasst, die zwei oder vier Zuleitungen haben. Mit den Signalen der verschiedenen Zuleitungen können für verschiedenste Zwecke unterschiedliche Summen und Differenzen gebildet werden.
Monopulsantennen wurden ursprünglich für das Monopulsverfahren bei Impulsradargeräten entwickelt, welche für Primärradare genauere Messungen von Winkelkoordinaten erlaubt.
Bei modernen Mode S fähigen SSR- und IFF-Radarsensoren  wird das Monopulsverfahren verwendet, um die Genauigkeit der Winkelmessung zur Richtungsbestimmung zwischen dem Monopuls fähigen Radarsensor und dem Transponder eines Luftfahrzeuges, zu PSR-Radarsensoren äquivalente Winkelgenauigkeit zu erhalten ohne das hierzu der Antennengewinn vergößert werden muss. Im Vergleich zu den zuvor verwendeten Wanderfensterdetektoren ergibt sich zusätzlich der Vorteil, das dadurch gegenüber zu vormals bis zu über 40 Abfragen des Transponders und dessen Antworten bei SSR- oder IFF-Radarsensoren mit Wanderfensterdetektor (en. Sliding Window Detector), bei Monopulsfähigen SSR- oder IFF-Radarsensoren eine einzige Abfrage zur Winkelbestimmung ausreicht. 
Monopulsefähige SSR- und IFF-Radarsensoren nutzen entweder den Primärspiegel eines PSR-Radars mit oder eine separate Hog-Trough- oder LVA-Antenne. Das Antennediagramm wird jedoch in zwei Antennenhälften aufgeteilt, eine linke und eine rechte Hälfte, wozu z. B. bei Mitnutzung eines Primärspiegels jeweils ein zusätzliches Feedhorn, links und rechts der Feed-Hörner des PSR Teils verwendet wird. Diese beiden Diagramme werden separat in einem Summen und einem Differenzteil verarbeitet. 